# Enric Masó Vázquez
Enric Masó Vázquez (Barcelona, 1924 -Ib., 18 de noviembre de 2009) fue un empresario e ingeniero español, alcalde de Barcelona entre 1973 y 1975. 

## Biografía
Ingeniero y empresario, llegó a impartir clases en la Universidad de Nueva York y fue uno de los miembros fundadores del Banco Industrial de Cataluña, así como presidente de la empresa aeronáutica CASA. Fue discípulo favorito de Joseph M. Juran. En los años setenta se hizo dueño de los dos Hoteles más lujosos de Madrid: el Ritz y Palace, acabando definitivamente con la saga de los Marquet. Persona cercana a Tomás Garicano —gobernador civil de Barcelona—, posteriormente este acabaría nombrándole alcalde de Barcelona en un «gesto» hacia el catalanismo. Como alcalde creó la Entidad Municipal Metropolitana de Barcelona, en 1974.